# Завоювання Канарських островів
Завоювання Канарських островів — завоювання Кастильською Короною островів Канарського архіпелагу, розташованих поблизу африканського узбережжя і населених тубільними племенами гуанчів, яке відбувалося в період між 1402 і 1496 роками. Деякі дослідники називають процеси, які відбулись з тубільним населенням Канарських островів під час їх завоювання європейцями геноцидом, а саме завоювання першим етапом європейської колонізації Африки. Завоювання можна розділити на два періоди: період приватних завоювань (ісп. Conquista señorial), під час якого завоювання здійснювались з ініціативи окремих представників кастильської аристократії і період королівських завоювань (ісп. Conquista realenga), які здійснювались іспанською короною під час правління Католицьких королів.

## Передумови
Зв'язки між Канарськими островами та середземноморським світом, що існували з античних часів після падіння Західної Римської імперії занепали. Хоча ці зв'язки були суттєво ослаблені, вони все ж таки не були повністю розірвані і Канари не зникли з небокраю знань і уявлень народів, що населяли узбережжя Середземного моря остаточно. Протягом середньовіччя перші повідомлення про Канарські острови походять з арабських джерел, в яких є згадки про острови в Атлантичному океані, що імовірно були Канарськими островами. Проте очевидно, що збереження певних знань про острови не свідчило про припинення культурної ізоляції місцевих тубільців від материкового світу.
Суттєві зміни почали відбуватись з кінця XIII століття, коли частота відвідування островів Канарського архіпелагу почала різко зростати. Головними причинами пожвавлення зв'язків між Європою і архіпелагом були:
- зростаюча економічна експансія деяких європейських держав, таких як Генуезька республіка, Арагонське, Кастильське та Португальське королівства. Ці держави вже були задіяні в морській торгівлі вздовж марокканського узбережжя.
- розвиток нових навігаційних методів (компас, астролябія, кормове стерно, ког-каравела) та розвиток картографії: портолан Ангеліно Дульсерта з Майорки 1339 року є першою картою, на якій зображені деякі Канарські острови і ця дата збігається з фактичним повторним відкриттям островів генуезьким мореплавцем Ланцеротто Малочелло. Перша експедиція, якій вдалось відвідати усі острови архіпелагу, відбулася через два роки (в 1341 р.), під командуванням генуезького моряка і дослідника Нікколозу да Рекко, який перебував на службі та діяв від імені португальського короля Афонсу IV.
- ідейно-політичні мотиви: монархії Південної Європи вступили в етап своєї територіальної експансії. У випадку з іберійськими монархіями їх територіальне розширення надихалось реконкістою мавританського аль-Андалусу на півдні сучасної Іспанії. Територіальне розширення підкреслювало посилення королівської влади, просякнутої хрестоносним та місіонерським духом.

Карта Канарських островів

У XIV столітті у відкритті, дослідженні та спробах встановлення контролю над Канарськими островами брали участь мешканці різних європейських середземноморських країн — генуезці, майорканці, португальці та кастильці. У XV столітті головними претендентами на опанування островами стали королівства Кастилія та Португалія.

### Генуезько-португальська фаза (1312— 1341)
Перший зафіксований візит європейців на Канарські острови з часів античності був здійснений генуезьким капітаном Ланцеротто Малочелло, що традиційно датується 1312 роком (але припускаються й трохи пізніші дати — між 1318 і 1325 роками). Мотиви мандрівки Малочелло достеменно невідомі — вважається, що він, можливо, шукав сліди братів Вівальді, які зникли поблизу мису Нон біля узбережжя Марокко ще в 1291 році. Малочелло потрапив (можливо внаслідок караблетрощи) на острів Лансароте і пробув на ньому майже двадцять років. Імовірно, Малочелло намагався стати правителем серед тубільців але був врешті-решт вигнаний ними.
За деякими даними, незабаром після повернення до Європи, в 1336 році, Малочелло очолив повторну експедицію на Канарські острови, спонсоровану Португальською короною. Проте більшість сучасних істориків заперечують реальність цієї експедиції, оскільки вона ґрунтується на підроблених пізніше документах.

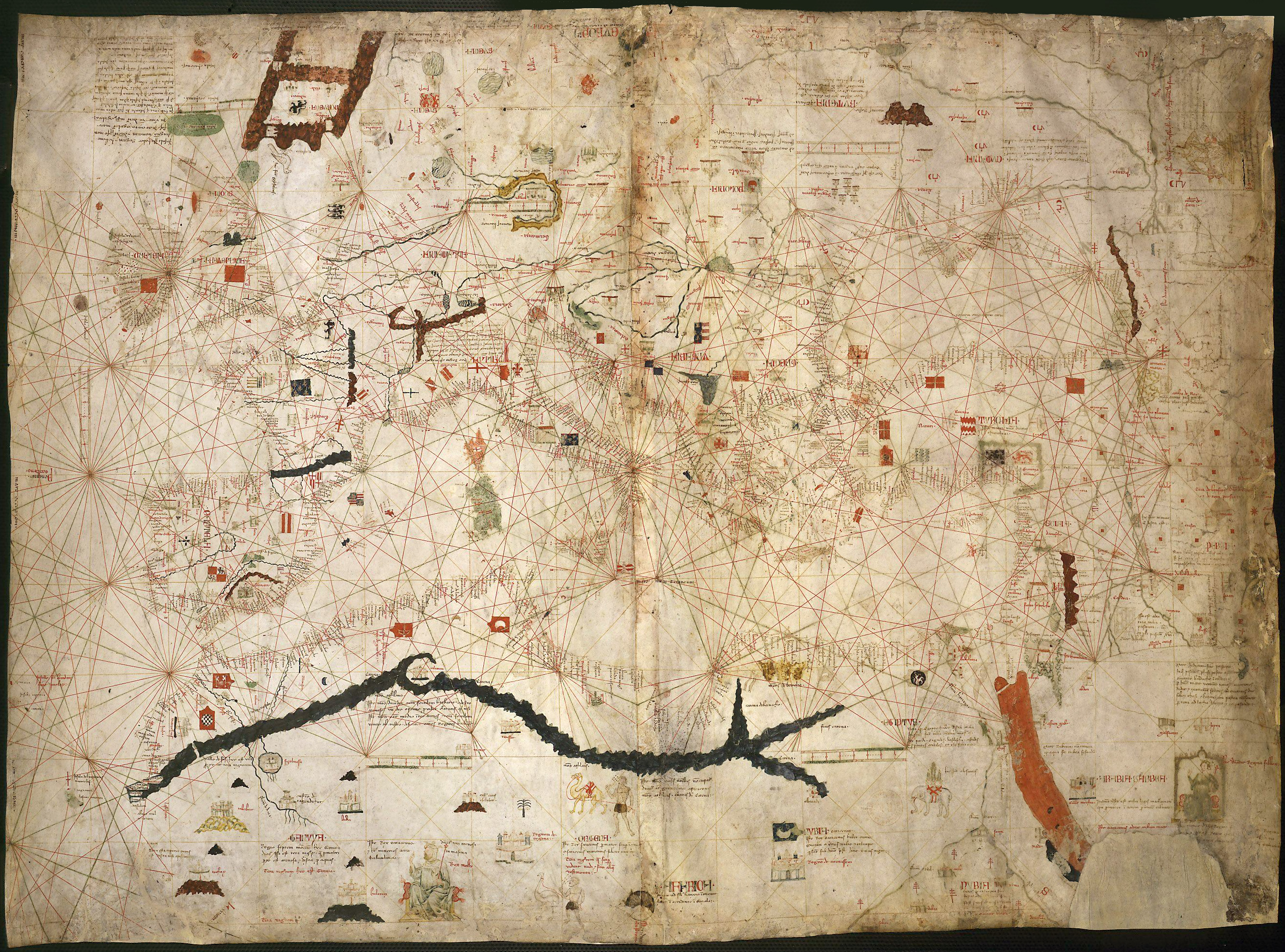
Портолан з Ангеліно Дульсерта (1339) із зображенням острова Лансароте

Очевидно, виходячи з інформації, отриманої від Малочелло, у 1339 році з'явилась карта-портолан Ангеліно Дульсерта з Майорки, на якій зображено канарський острів Лансароте (підписаний Insula de Lanzarotus Marocelus і позначений генуезьким щитом), а також острови Форте-Ветура (Фуертевентура) і Вегі Марі (Лобос). Хоча на ранніших картах на місці Канарських островів вже зустрічалось зображення міфічних «Островів блаженних» (на основі їх згадки у Плінія), портолан Дульсерта є першою європейською картою, де Канарські острови мають точний вигляд (хоча Дульсерт і сам також зобразив на своєму портолані деякі фантастичні острови, зокрема, острів св.Брендана, і три острова під назвами Primaria, Capraria і Canaria).
У 1341 році з Лісабона вирушила експедиція на трьох кораблях, спонсорована королем Португалії Афонсу IV, під командуванням флорентійського капітана Анджоліно дель Тегья де Корбіцци та генуезького капітана Ніколосо да Рекко зі змішаним екіпажем, що складався з італійців, португальців і кастильців. Експедиція, що досліджувала архіпелаг протягом п'яти місяців, виявила тринадцять островів (сім великих і шість малих), дослідила і описала тубільних мешканців — «гуанчів», та привезла чотирьох аборигенів до Лісабона. Ця експедиція стане основою пізніших претензій Португалії на її пріоритетне право щодо володіння островами.

### Володіння Луї де ла Серда (1344— 1348)
Після картографічної експедиції 1341 року, європейський інтерес до Канарських островів почав швидко зростати. Зокрема, описи первісних гуанчів привернули увагу європейських купців, які відразу побачили перспективу нових територій для відносно легкого полювання на рабів. 1342 року на Канарські острови вирушили принаймні дві майорканські експедиції, що були зібрані приватними купецькими консорціумами на замовлення Роджера де Робенаха, представника майорканського короля Хайме III — одна під проводом Франческа Дювалерса, а інша на чолі з Доменеком Гуала. Деякі дослідники припускають, що в 1342 році з Майорки було відправлено чотири або п'ять експедицій. Результати цих експедицій невідомі.
Звістка про нововідкриті острови привернула увагу і католицької церкви. У 1344 році кастильсько-французький дворянин Луї де Ла Серда, граф Клермону і адмірал Франції, який тоді був послом Франції при папському дворі в Авіньйоні, подав пропозицію Папі Клименту VI, запропонувавши Церкві завоювання островів і навернення місцевих тубільців у християнство. У листопаді 1344 року папа Климент VI видав буллу Tuae devotionis Sinceritas, якою назавжди надав у дар Канарські острови Луї де ла Серда з наданням йому титула суверена і «князя Блаженних островів». У січні 1345 року Папа видав ще одну буллу, яка надала запланованому завоюванню та христианізації островів під керівництвом Луї де Ла Серди характер хрестового походу і надавала індульгенції його учасникам, а також надіслав папські листи іберійським монархам із закликом надати матеріальну допомогу експедиції де Ла Серди. Португальський король Афонсу IV негайно подав протест, посилаючись на належний португальцям пріоритет відкриття, але врешті підпорядкувався владі папи. Альфонсо XI Кастильський також протестував, стверджуючи, що згідно прав стародавніх вестготськими єпархій та умов укладених раніше угод про реконкісту, острови підпадають під кастильську юрисдикцію та її «сферу завоювання», але, тим не менш, також визнав титул Луї де Ла Серда.
Підготовка до експедиції Луї де Ла Серда була зупинена через опір іберійських монархів — попри їх формальне визнання титула Серди, вони не сприяли організації його експедиції. В результаті жодної експедиції на Канарські острови не було організовано до смерті Луї де ла Серди 5 липня 1348 року. Згідно з умовами контракту 1344 р., права на володіння островами Фортуни припинялись, якщо експедиція по їх завоювнню не відбудеться протягом пяти років (хоча спадкоємці Серди — графи Медіначеллі пізніше відновлять свої претензії на острови).

### Майоркансько-арагонська фаза (1346— 1366)
Після того, як Серда зійшов зі сцени, колишні сторони відновили свої спроби оволодіти островами. Однак протягом життя наступного покоління зберіглося небагато записів і вони містять між собою великі прогалини. Збереглись повідомлення про три подальші експедиції майорканців (з 1344 року приєднаних до Арагону) в цю місцевість — знамениту експедицію Жауме Феррера в 1346 році (з метою досягти «Золотої річки», імовірно річки Сенегал на африканському узбережжі, яка, можливо, дорогою відвідала Канарські острови), експедиція Арнау Рожера (Arnau Roger) на Гран-Канарію в 1352 році і спонсорована королівством патрульна експедиція Жоана Мора (Joan Mora) у 1366 році. Безсумнівно, відбувалось багато незафіксованих експедицій не лише майорканців, а й, імовірно, купців із Севільї та Лісабона. Вони мали майже повністю комерційний характер, багато з яких з метою захоплення тубільних острів'ян для продажу в якості рабів на європейських ринках. Але існувала також мирна торгівля з місцевими жителями, зокрема лишайниками орхілі (лат. Roccella tinctoria) та смолою драконника або драцени драконової (лат. Dracaena draco), які зростали на островах у дикому вигляді і високо цінувались в якості барвників червоного кольору європейськими виробниками тканин.

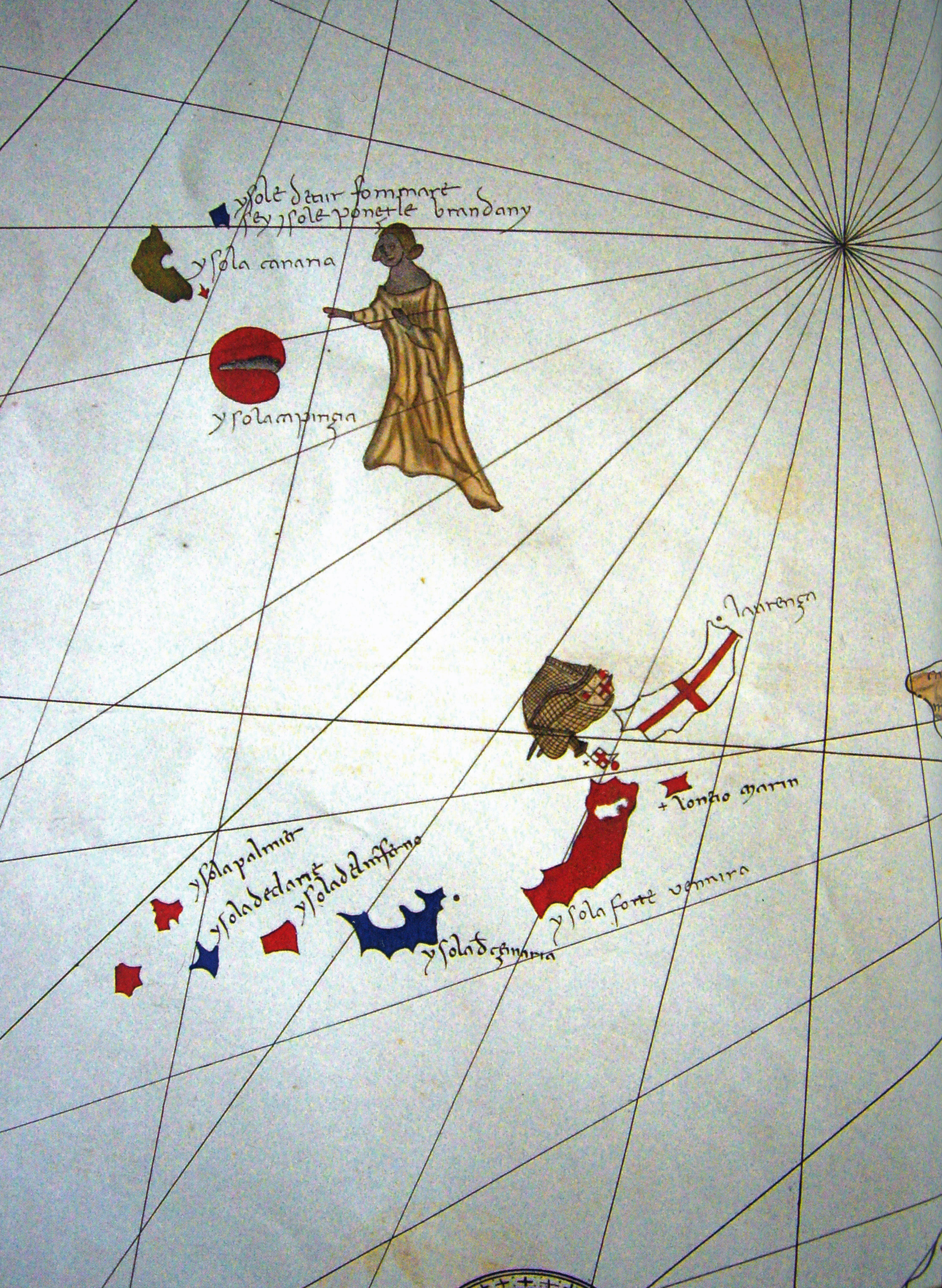
Канарські острови в карті братів Піццігані (1367)

Попри провал проєкту де ла Серда, Папа також не полишав надії навернути тубільців. 1351 року Папа Климент VI схвалив експедицію майорканських капітанів Жоана Доріа та Жауме Сегарра, що мала на меті доставити на острови францисканських місіонерів, включаючи дванадцять новонавернених канарських тубільців (очевидно, захоплених попередніми експедиціями Майорки). Невідомо, чи ця експедиція була колись здійснена, хоча, найімовірніше, вона була реалізована у вигляді експедиції Арно Роджера 1352 року. Апокрифічна легенда розповідає, що місіонерам з Майорки вдалося створити центр євангелізації в Тельде (на Гран-Канарії), поки вони не були вбиті тубільцями в 1354 році.
Щоб підбадьорити місіонерів у Тельде, папа заснував в 1351 році «Єпархію Фортунате», але вона, здається, так і залишилась лише на папері. Інтерес Папства до Канарських островів ослаб після смерті Папи Климента VI наприкінці 1352 року. За часів наступного покоління інформації про Канарські острови практично немає. Ймовірно, арагонські майорканці продовжували свої комерційні плавання, зосереджуючись на Гран-Канарії, але збережені лише мізерні записи.
Наступного разу ми чуємо про Канарські острови в 1366 році, коли арагонський король Педро IV доручив капітану Жоану Мора патрулювати Канарські острови, щоб підтвердити суверенітет Арагону та перехоплювати порушників королівських прав. Хоча проєкту завоювання все ще не було, інтерес до місіонерських виправ, здається, знову підвищився. У липні 1369 р. авіньйонський папа Урбан V видав буллу, в якій заснував єпархію Фортунате і призначив отця Боннана Тарі єпископом, за якою вийшла булла від вересня 1369 року, яка доручала єпископам Барселони і Тортози направити 10 священнослужителів і 20 монахів для проповіді канарцям їх рідними мовами. Але чи було це насправді виконано, чи лише залишилося проєктом на папері також невідомо. У нас є достовірніші записи про експедицію на Майорку в 1386 році, яку очолив «Відлюдник Пауперес», спонсорований Педро IV Арагонським і папою Урбаном VI. Хоча точна доля місії невідома, є пізніші повідомлення про те, що тринадцять «християнських братів», які проповідували на Канарських островах «протягом семи років», були вбиті під час повстання у 1391 році. Таким чином між 1352 і 1386 роками на Канарські острови були відправлені (або принаймні заплановані) принаймні п'ять місіонерських експедицій.

Каталонський атлас (1375)

Паралельно з цими експедиціями відбувався розвиток географічних знань про Канарські острови. Вісім Канарських островів, у тому числі Гомера та Ієрро, зображені на карті-портолані 1367 року братів Доменіко та Франческо Піццигані. Через кілька років у Каталонському атласі 1375 року Канарські острови було зображено і точно нанесено на карту майже повністю (відсутня лише Ла-Пальма). Одинадцять островів позначені в каталонському атласі (зі сходу на захід), як Graciosa (Грасіоса), laregranza (Алегранса), rocho (Роке), Insula де lanzaroto maloxelo (Лансароте), insula de li vegi marin (Лобос), forteventura (Фуертевентура), Insula de Canaria (Гран-Канарія), Insula del infernio (Тенерифе), Insula de Гомера (Гомера), Insula de lo fero (Ієрро). Назва «tenerefiz» вперше вказана поряд із «Infierno» у Книзі знань про всі королівства 1385 року.

### Португальська фаза (1370— 1385)
Протягом 1370-х років, коли Португалія та Кастилія брали участь у династичних Фернандових війнах, що розпочались після вбивства Педро I Кастильського, а португальські та кастильські капери активно здійснювали між собою напади, деякі з них вирушали на Канарські острови в пошуках укриття або для здійснення набігів на рабів.
Вперше з 1344 року король Португалії Фернанду I надав у 1370 році острови Лансароте і Гомера якомусь авантюристу «Лансароте з Франкії» («Lancarote da Franquia»). Деякі дослідники вважають, що це не хто інший, як дуже старий Ланцеротто Малочелло. «Лансароте з Франкії» зробив спробу захопити острови і, як повідомляється, брав участь у боротьбі з «гуанчами та кастильцями» там до 1376 року, але, схоже, намагання заснувати португальський опорний пункт на островах припинились після смерті Лансароте в 1385 році.

### Кастильська фаза (1390— 1496)
Схоже, що в 1340-60-х роках інтерес до Канарських островів головним чином виявляли арагонська Майорка (увага майорканців була зосереджена на о. Гран-Канарія) і в 1370-80-х роках португальці (зосереджені на о. Лансароте). Протягом цього часу зустрічаються лише поодинокі згадки про кастильських авантюристів, але після 1390 року Кастилія нарешті повноцінно вступила в боротьбу за острова Канарського архіпелагу.
У 1390 році севільський дворянин, лорд Альмонастери Гонсало Пераса Мартел попросив дозволу короля Кастилії Енріке III на підкорення Канарських островів. До цієї експедиції приєднався кастильський вельможа Хуан Алонсо де Гусман, граф Нібла.
Було підготовлено п'ять кораблів, екіпаж яких складались з андалузців з Севільї та баскських авантюристів з Біскайї та Гіпускоа, які вирушили з Кадіса в 1393 році. Експедиція Альмонастери відвідала більшість Канарських островів і дослідила узбережжя Фуертевентури, Гран-Канарії, Ієрро, Гомери та Тенерифе, перш ніж остаточно вирішити висадитися і здійснити набіг на Лансароте. В результаті рейду Альмонастери на Лансароте було захоплено у полон близько 170 місцевих жителів, у тому числі місцевий король гуанчів та його королева, а також велику кількість шкір, воску та рослинних фарбників, які були згодом з прибутком продані в Севільї. Після повернення до Кастилії Альмонастер і Нібла представили Енріке III своїх полонених та здобуті товари і повідомили, що Канарські острови можуть бути легко завойовані і приносити гарні прибутки. Результати і звіти цієї експедиції розпалили апетити інших шукачів пригод.

### Апокрифічні експедиції

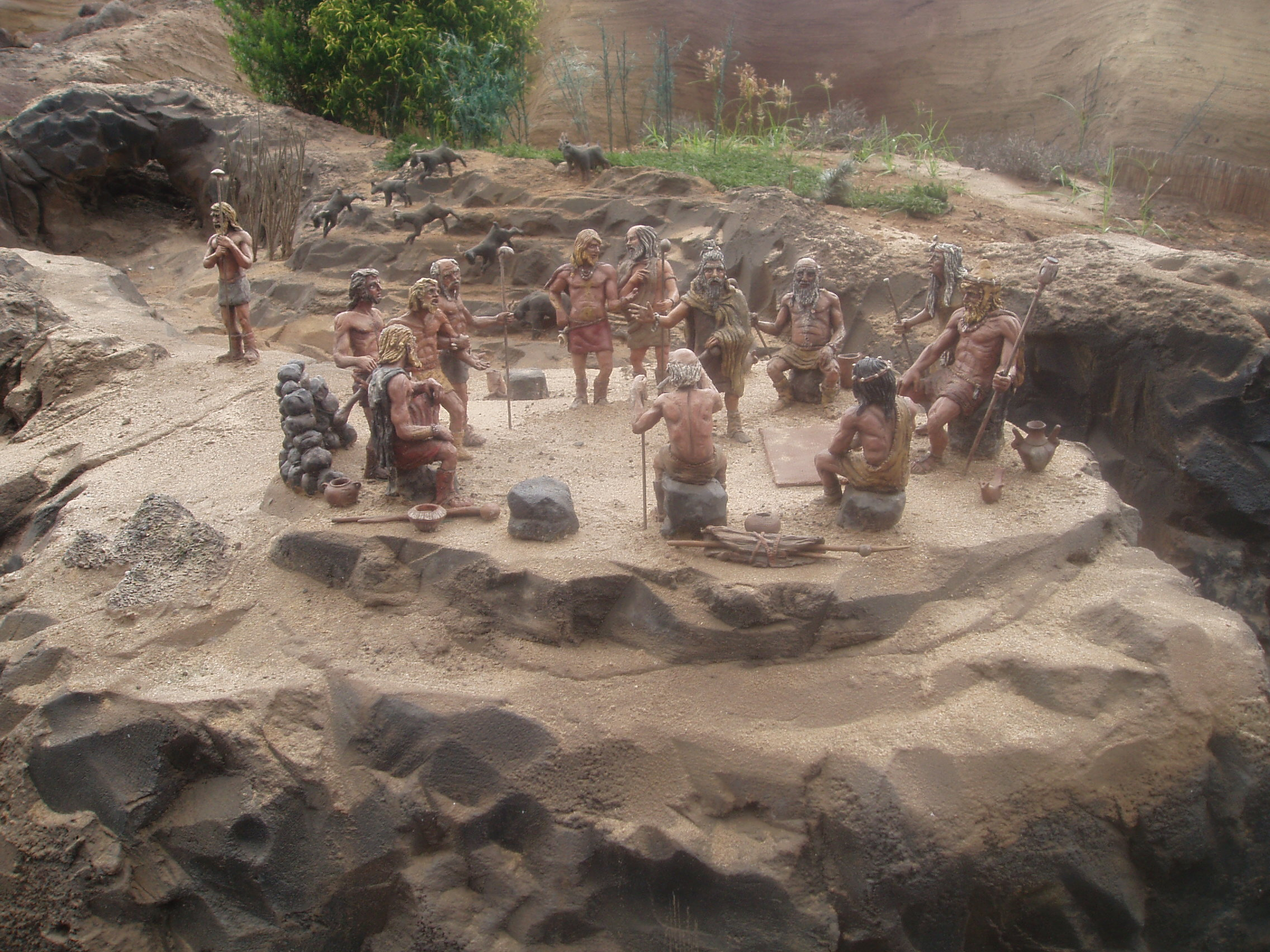
Реконструкція ради гуанчів

Протягом XIV століття було кілька інших відомих експедицій на Канарські острови, про які вперше повідомив отець Хуан де Абреу Галіндо (1632), а згодом Вієра і Клавіхо (1772), спираючись насамперед на місцеві канарські легенди, які згодом були визначені як апокрифічні або змішані з іншими реальними експедиціями. До тих, які вважаються суто легендарними відносяться:
1. 1360 майорканська експедиція двох кораблів на чолі з невідомим капітаном (за легендою, це ті самі арагонські галери, підготовлені ще для не реалізованої експедиції Серди ще в 1344 році). Висадившись на берег на Гомері або Гран-Канарії європейці були розбиті та взяті в полон тубільцями. Після певного періоду часу, протягом якого полонені прожили серед канарців (можливо кілька років), місцеві вожді таємно вирішили вбити всіх полонених. Усі члени екіпажу, включаючи священиків (два монахи-францисканці, за словами Абреу де Галіндо або п'ять за версією Вієра і Клавіхо), були швидко оточені та вбиті канарцями (ймовірно, цей опис є відгуком майорканської експедиції 1351 року)[24];
2. експедиція 1372 року на чолі з «Фернандо де Кастро» (галісієць, а не його португальський тезка з XV ст.), який також здійснив висадку на Гомері. Після початку військових дій Кастро зазнав поразки від тубільців, але (на відміну від експедиції 1360 року) європейців, що вижили, великодушно пощадили і дозволили їм повернутися до Іберії. Традиція стверджує, що за велінням місцевого короля Амалахуіге, Кастро (або пізніше Ормель) залишив свого капелана, щоб навернути його народ у християнство[25];
3. відоме оповідання про біскайського капера Мартіна Руїса де Авенданьо, який у 1377 році знайшов прихисток на Лансароте і під час свого перебування мав інтимний зв'язок з королевою Файною, дружиною місцевого короля Зонзамаса. Внаслідок цього зв'язку у них народилась дочка Іко, яка вийшла заміж за наступного короля Гуанараме і народила сина Гвадарфію. Після смерті Гуанараме, сходження Гвадарфії на престол було заблоковано через підозри, що його мати Іко (дочка Авенданьо) не має шляхетного походження, доки вона не була піддана випробуванню (підпалена живцем у хижці і вижила)[26];
4. 1382 року корабель з Севільї, яким командував Франсіско Лопес, зазнав аварії біля Гінігади (Гран-Канарія), з 13 вижилими. Вони продовжували жити серед канарських тубільців до своєї смерті близько 1394 року[27];
5. експедиція 1385 року Ернана Пераси, севільця з дозволом Енріке III Кастильського, яка здійснила набіг на Лансароте (ймовірна плутанина з набігом Альмонастера 1393 року)[28];
6. експедиція двох кораблів 1386 року під командуванням Фернандо де Ормеля, галісійського походження, але знатного в Кастилії та морського офіцера Хуана I Кастильського. Під час патрулювання андалузького узбережжя був підхоплений штормом і в кінцевому підсумку опинився на Гомері (можливо, так само, як експедиція Кастро 1372 року)[29];
7. експедиція 1399 року Гонсало Пераси Мартела, лорда Альмонастора, яка здійснила набіг на Лансароте (ймовірна плутанина з набігом Альмонастера 1393 року)[29].

Інші легендарні оповіді включають в себе знамення Богородиці Канделярійської в 1392-93 роках, яку зустріли два пастухи-гуанчі на узбережжі Тенерифе.

## Завоювання

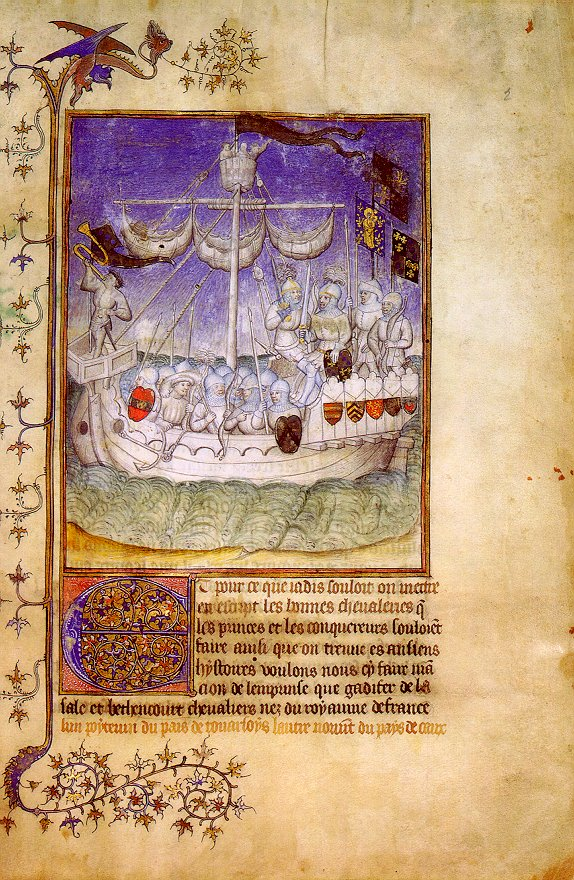
«Le Canarien» Жана де Бетанкур

Завоювання відбулося між 1402 і 1496 роками. Враховуючи відчайдушний опір аборигенів Гуанчі на деяких островах, це було нелегке завдання з військової точки зору. Це також було не легке завдання з політичної точки зору, враховуючи суперечливі інтереси дворянства, що прагнуло зміцнити свою економічну та політичну владу і держави, зокрема Кастилії, зацікавленої у зміцненні власної влади в конкуренції з дворянами.
Історики виділяють два відмінні періоди протягом часу завоювання Канарських островів:
- Дворянські завоювання (ісп. Conquista señorial). Назва надана цьому періоду через те, що завоювання здійснювалося дворянством для власних цілей і без безпосередньої участі корони. Відповідно до пакту про васалітет, Корона надала права на завоювання, а в обмін вельможі присягали на вірність Короні. У цей період можна виділити два етапи.
  - Перший етап, знаний як завоювання Бетанкура або Нормандське завоювання (ісп. Conquista Betancuriana o Normanda), був здійснений Жаном де Бетанкуром і Гадіфером де ла Саль між 1402 і 1405 роками і включав підкорення островів Лансароте, Ієрро і Фуертевентуриа.
  - Другий етап, знаний як Завоювання кастильських дворян (ісп. Conquista Señorial castellana) здійснювався кастильськими дворянами, які здійснювали земельні привласнення шляхом купівлі, цесії та шлюбу. Цей етап включавземлі, завойовані на першому етапі Бетанкуром, а також острів Гомера і тривав до 1450 року. Провідною силою на цьому етапі була сім'я Пераса, якій вдалося успішно об'єднати Канарські острови під єдиною владою і сеньйоратом під час правління Ернана Пераси Старшого[31][32][33] та його дочки Інес Пераси[34].
- Королівське завоювання (ісп. Conquista realenga). Цей термін визначає завоювання, здійснене безпосередньо Королівством Кастилія під час правління католицьких монархів, які озброювали і частково фінансували завоювання островів, які ще не були підкореними на той час: Гран-Канарія, Ла-Пальма і Тенерифе. Це завоювання завершилося в 1496 році захопленням Тенерифе та включенням Канарського архіпелагу до Королівства Кастилія. Королівське завоювання відбувалось між 1478 і 1496 роками.

## Завоювання Бетанкура

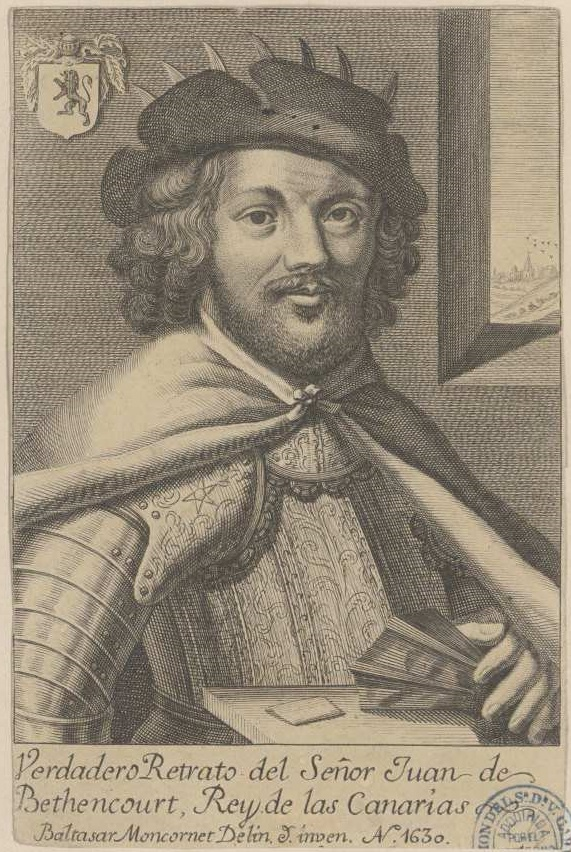
Жан де Бетанкур

Перший етап завоювання островів Канарського архіпелагу здійснили нормандські дворяни Жан де Бетанкур і Гадіфер де ла Саль. Їхні мотиви були переважно економічними: Бетанкур володів текстильними фабриками та фарбувальними майстернями, а Канарські острови пропонували джерела цінних червоних барвників, таких, як орхіловий лишайник і драконове дерево.
Бетанкур отримав важливу політичну підтримку при дворі короля Кастилії Енріке III. Його дядько Робер де Бракемон отримав дозвіл від короля на завоювання Канарських островів для норманської знаті. В обмін на ці права Бетанкур став васалом кастильського короля. Робер де Бракемон вклав у підприємство значну суму. Історія завоювання Бетанкура була записана в хроніці «Канарієн» (Canarien), складеній двома священнослужителями П'єром Бонт'є та Жаном Ле Вер'є. Оригінал був адаптований у двох пізніших версіях, одна Гадіфером де ла Саль (яка здається надійнішою з двох), а друга племінником Бетанкура, Масіо де Бетанкуром.

### Завоювання Лансароте
Нормандська експедиція вирушила з Ла-Рошелі і здійснила зупинки в Галісії і Кадісі, перш ніж прибути на Лансароте влітку 1402 року. Аборигени острова та їхній вождь Гвадарфія не змогли протистояти нападникам і капітулювали. Нормани закріпилися на півдні острова, де вони побудували фортецю та заснували єпископство Рубікон. З цього місця вони зробили спробу нападу на острів Фуертевентура.

### Завоювання Фуертевентури
Цей похід тривав між 1402 і 1405 роками. Довгий строк завоювання був пов'язаний не стільки з опором тубільців, скільки з труднощами та внутрішніми розбіжностями між двома очільниками загарбників. Голод і нестача ресурсів змусили експедицію відступити на Лансароте. Відтак Жан де Бетанкур вирушив до Кастилії, щоб залучити додаткову підтримку. Король Кастилії Енріке III надав Бетанкуру необхідні ресурси та підтвердив його виключні права на завоювання острова, тим самим відсунувши Гадіфера на переферію.
Під час відсутності Бетанкура, Гадіферу довелося зіткнутися з подвійним повстанням, одним з яких виступила частина його людей на чолі з Бертіном де Берневалем, який відновив захоплення гуанчів в рабство, а інший — самими гуанчами Лансароте, які чинили опір цій практиці. Умиротворення острова тривало до 1404 року, а в кінці того ж року почалося завоювання Фуертевентури. Однак обидва нормандські очільники діяли окремо, кожен з них укріплював свої власні володіння (замки Ріко Роке і Вальтарахаль). Завоювання острова було завершено в 1405 році капітуляцією вождів тубільного населення острова. В певний момент Гадіфер покинув острів і повернувся до Франції, щоб захистити свої права, але після цього він вже ніколи не повернувся на Канарські острови.
Після перемоги Бетанкур, абсолютний власник островів, повернувся в Нормандію в пошуках поселенців і нових ресурсів, щоб продовжити завоювання решти островів.

### Завоювання Ієрро
Завоювання острова Ієрро відбулося в 1405 році. Не було ніякого опору з боку розрізненого населення гуанчі, яке переважно було захоплене і продане як раби. Відтак острів було знову заселено норманськими та кастильськими поселенцями.
Бетанкур залишався на островах до 1412 року, коли він назавжди полишив Канари і повернувся на свої землі в Нормандії, залишивши Масіо де Бетанкур керувати своїми острівними володіннями.

## Завоювання кастильських дворян
Епоха Бетанкура закінчилася в 1418 році, коли Масіо продав свої існуючі володіння та права на завоювання решти островів Енріке Пересу де Гусману. З цього моменту втручання короля Кастилії посилилося. У період з 1418 по 1445 роки панування над островами неодноразово переходило з рук у руки. Врешті решт, контроль над завойованими островами та право на подальші завоювання дісталися Ернану Пераса Старшому та його дітям Гільєну Пераса та Інес Пераса. Смерть Гільєна Пераса під час нападу на острів Ла-Пальма була увічнена в зворушливому епосі. Після смерті її брата, Інес та її чоловіка Дієго Гарсія де Еррера стали одноосібними правителями островів до 1477 року, коли вони передали Гомеру своєму синові Ернану Пераса Молодшому, а права на завоювання Ла-Пальми, Гран-Канарії та Тенерифе королю Кастилії.
Острів Гомера був захоплений не військовим шляхом, а включений до володіння Перас-Еррера за угодою між Ернаном Пераса Старшим і деякими групами острівних аборигенів, які прийняли владу кастильців. Проте через безчинства, вчинені правителями над тубільцями Гомери відбулось кілька повстань гуанчів. Останнє у 1488 році призвело до загибелі правителя островів Ернана Пераса Молодшого, чия вдова, Беатріс де Бобаділла і Оссоріо, заступила його місце і звернулася за допомогою до Педро де Вера, завойовника Гран-Канарії, щоб придушити повстання. Подальші репресії призвели до загибелі двох сотень повстанців і продажу великої кількості інших в рабство на іспанських ринках.

## Королівське завоювання

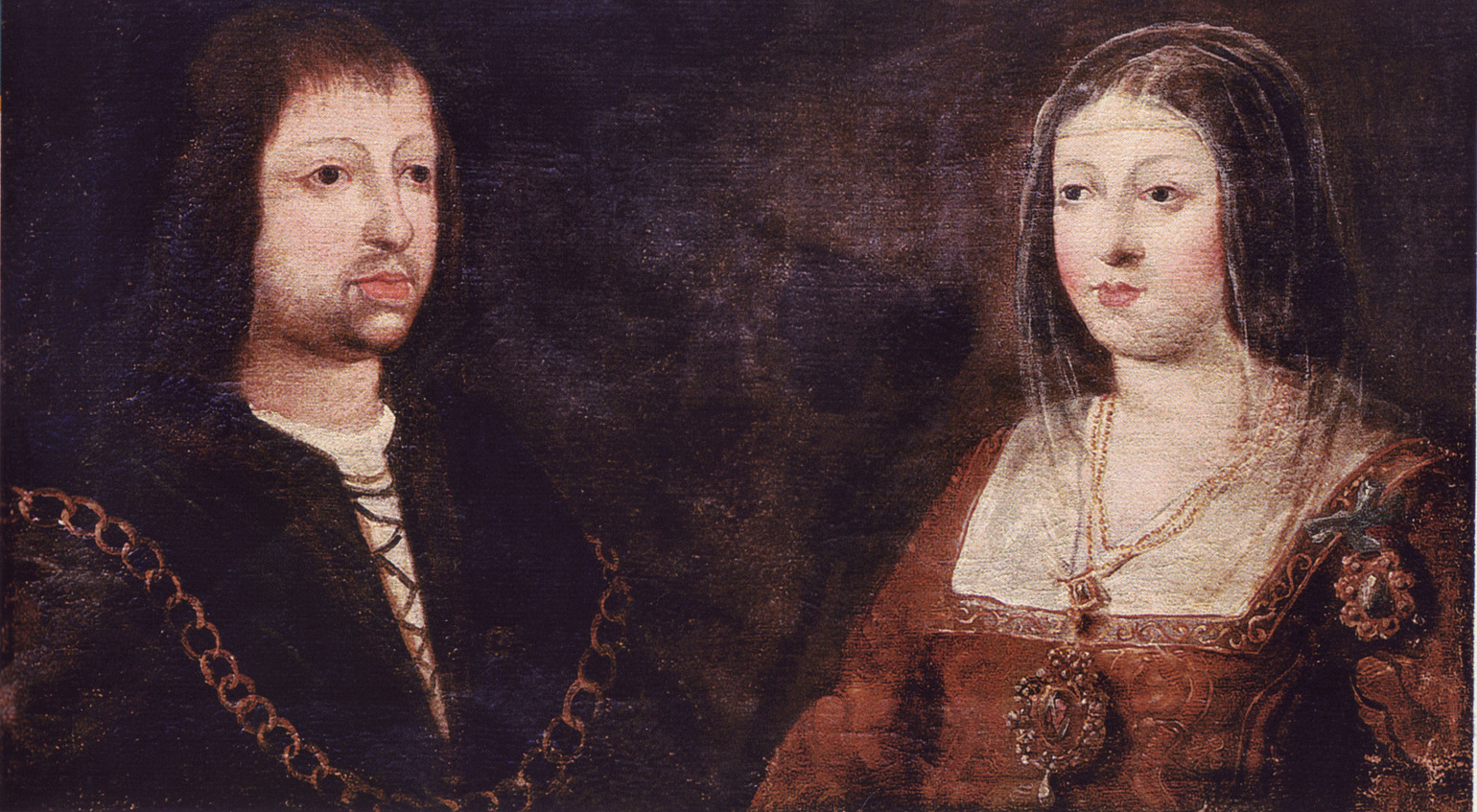
Католицькі монархи: Ферднандо II та Ізабела I

Другий період іспанського завоювання Канарських островів відрізнявся від першого в багатьох аспектах:
- Формували та озброювали війська вторгнення безпосередньо Католицькі монархи.
- Фінансування захоплення здійснювалось Кастильською короною за участю окремих приватних осіб, зацікавлених в економічній експлуатації ресурсів острова.
- Обєктом захоплення стали строви Гран-Канарія, Ла-Пальма і Тенерифе, які мали більшу кількість населення і пропонували найкращі економічні винагороди.
- Гуанчі трьох островів, особливо Гран-Канарії та Тенерифе чинили явний і тривалий опір завоюванням.

### Завоювання Гран-Канарії (1478—1483)
Під час завоювання Гран-Канарії було три етапи:
- Початковий етап (червень — грудень 1478 р). Перший експедиційний корпус висадився на острові Ла-Ілет 24 червня 1478 року. Силами командували Хуан Рехон і Дін Бермудес, представник єпископа Сан-Марсіаль-дель-Рубікон Хуана де Фріаса, який співфінансував завойовницьку експедицію. Вони заснували Реал-де-Ла-Пальмас поблизу Барранко-де-Гінігуада на місці сучасного Лас-Пальмас-де-Гран-Канарія. Через кілька днів під Реалом відбувся перший бій кампанії, де остров'яни зазнали поразки. Ця початкова перемога дала кастильцям контроль над північно-східною частиною острова.
- Опір гуанчів та кастильські внутрішні суперечки (кінець 1478—1481 роки). Цей період визначається опором аборигенів у внутрішніх гірських районах, нестачею людей і матеріальних засобів та внутрішніми суперечками між загарбниками. На цьому етапі Хуан Рехон був звільнений за наказом католицьких монархів. Його місце зайняв Педро Фернандес де Альгаба, який згодом був страчений за наказом скинутого Рехона. Призначення Педро де Віра новим губернатором острова та арешт Хуана Рехона поклали край війні, яка тривала до 1481 року.
- Придушення опору гуанчів і завоювання острова (1481—1483 рр). Педро де Вера, тепер беззастережний командувач кастильськими військами, відновив завоювання внутрішніх частин острова і володіння гуанчів Гальдар. Йому вдалось це зробити завдяки великого допоміжного війська, яке надіслав Дієго Гарсія де Еррера з острова Гомера. Лідер гуанчів Дорамас був убитий у битві при Арукасі. Захоплення Алонсо Фернандесом де Луго короля Гальдара Тенезора Семідана стало вирішальним фактором перемоги завойовників. Тенезора Семідана відправили до Кастилії, де його охрестили, давши ім'я Фернандо Гуанартеме, а після підписання Калатаюдського пакту з королем Фернандо ІІ він став вірним і цінним союзником кастильців. Протягом історії його дії інтерпретувалися різними способами: деякі вважають, що він був зрадником справи аборигенів, в той час як інші вважають, що він був здібним учасником переговорів, який врятував багато життів. 29 квітня 1483 року королева Гран-Канарії Гуаярміна Семідан капітулювала у фортеці Ансіт. Того ж дня вождь Бентехуї та його шаман-радник Файкан покінчили життя самогубством, стрибнувши зі скелі з вигуком «Атіс Тірма» (за мою землю)[35].

### Завоювання Ла-Пальми (1492—1493)
Алонсо Фернандес де Луго, який зіграв важливу роль у завоюванні Гран-Канарії, отримав від католицьких монархів також права завоювання островів Ла-Пальма і Тенерифе. Угода з Короною передбачала винагороду у вигляді п'ятої частину полонених і 700 000 мараведі, якщо завоювання буде здійснено протягом року.
З метою фінансування завоювницької експедиції, Алонсо Фернандес де Луго вступив у асоціацію з Хуаното Берарді та Франсіско де Ріберолем. Кожен партнер ніс третину витрат і отримував таку ж частку прибутку.
Кампанія була відносно легкою, розпочавшись 29 вересня 1492 року, коли кастильці висадилися в Тасакорте. Алонсо Фернандес де Луго зміг укласти з гуанчами угодами та пакти, згідно яких поважались права вождів, яким надавалась повна рівність з кастильцями, щоб залучити їх до своєї справи. Загалом опір був мінімальним, за винятком інциденту в Тігалате. Однак у регіоні Асеро (Кальдера-де-Табуріенте) опір був сильніший і вождь Танаусу зміг втримати свою владу, оскільки єдині дві точки доступу до цього району було легко захищати від наступу сил вторгнення.
Оскільки узгоджений для завоювання термін в один рік підходив до завершення і ставав реальним ризик втратити винагороду у 700 000 мараведі, Фернандес де Луго запропонував Танаусу провести зустріч, яка мала відбутися в Лос-Льянос-де-Арідане. Кастильці влаштували засідку та захопили Танаусу, коли він залишив Кальдеру. Потім його відправили до Кастилії як ув'язненого, однак у дорозі він помер від голоду. Офіційною датою завершення завоювання вважається 3 травня 1493 року. Після цього певна частина населення Асеро та інших кантонів, які підписали мирні договори, була продана як раби, а більшість з тубільців була інтегрована в нове суспільство, утворене після завоювання.

### Завоювання Тенерифе (1494—1496)

Поділ Тенерифе на момент завоювання

Тенерифе залишався останнім не завойованим островом і його підкорення забрало у військ Кастилії найбільше часу. Хоча традиційно часом завоювання Тенерифе вважається період між 1494 р. (висадка Алонсо Фернандеса де Луго) і 1496 р. (остаточне завоювання острова), необхідно враховувати, що перші спроби приєднати острів Тенерифе до Кастильської корони відносяться ще до 1464 року. Враховуючи це від першої спроби в 1464 році до остаточного завоювання острова в 1496 році минуло 32 роки.
У 1464 році в місцевості Барранко-дель-Буфадеро було між вождями тубільних гуанчі і, Дієго Гарсіа де Еррера, володар Канарських островів укладено так званий Акт Буфадеро отримав символічне право на володіння острова, шляхом укладання мирного договору з вождями тубільців, що дозволило незабаром після менсі Анага побудувати вежу на своїй землі, в якій надавалась медична допомога як європейцям, так і гуанчі до того часу, поки вона не була зруйнована гуанчами приблизно в 1472 році.
У 1492 році губернатор Гран-Канарії Франсіско Мальдонадо організував рейд, який закінчився катастрофічно для європейців в результаті перемоги гуанчів з Анаги.

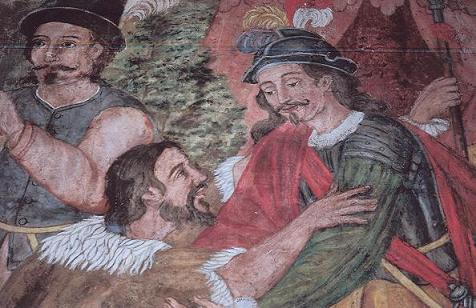
Вожді тубільців Тенерифе здаються Алонсо Фернандесу де Луго 25 липня 1496 р.

У грудні 1493 року Алонсо Фернандес де Луго отримав від Католицьких Королів підтвердження свого права на завоювання острова Тенерифе і в обмін на відмову від винагороди, обіцяної йому за завоювання Ла-Пальми, він претендував на посаду губернатора острова, хоча й без отримання доходу від королівського 20 % податку (quinto real).
Фінанси для завоювання були зібрані шляхом продажу цукрових плантацій Алонсо в долині Агаете, які він отримав після завоювання Гран-Канарії, а також створення спільного підприємства по завоюванню острова з італійськими купцями, що мешкали в Севільї.
На час завоювання Тенерифе було поділено на дев'ять вождівств або королівств, які можна розділити на дві групи, одна з яких підтримувала кастильців, а інша — виступав проти них. Перша група, яка стала знана як «група миру» (ісп. el bando de paz), охоплювала населення півдня та сходу острова (з вождівств Анаги, Гуїмара, Абоне та Адехе), які раніше вже контактували з кастильцями через діяльність місіонера Канделарії. Інша «група війни» (ісп. bando de guerra) складалась з північних вождівств Тегесте, Такоронте, Таоро, Ікоден і Дауте і здійснювала запеклий опір вторгненню.

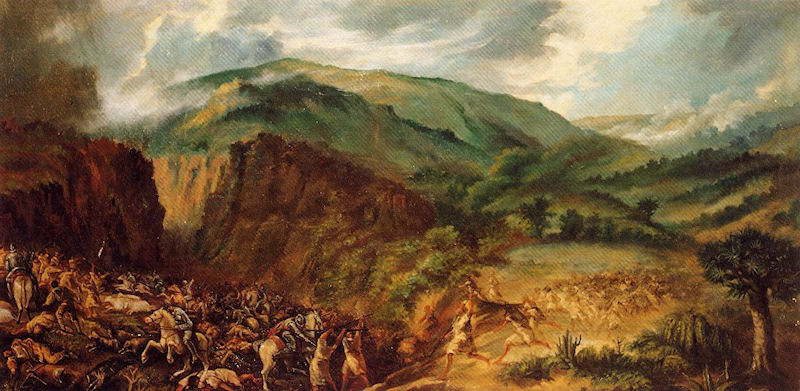
Перша битва при Асентехо, Тенерифе

Війська вторгнення відпливли з Гран-Канарії в квітні 1494 року і висадилася на узбережжі сучасного Санта-Крус-де-Тенерифе. Сили складалися з 2000 пехотинців і 200 кавалеристів, набраних як з материкової Кастиліхї, так і з мешканців інших Канарських островів (головним чином з Гомери та Гран-Канарії). Побудувавши на узбережжі опорний форт, кастильці просунулися вглиб острова. Вони намагалися домовитися з Бенкомо, найважливішим королем у «групі війни», і запропонували мир, якщо він прийме християнство і підкориться владі Католицьких Королів. Бенкомо відхилив мирну пропозицію, що зробило збройне протистояння неминучим.
Першим збройним зіткненням між двома сторонами стала знаменита Перша битва при Асентехо, яка відбулася в ущелині під назвою Барранко-де-Асентехо або Барранко-де-Сан-Антоніо в сучасному муніципалітеті Ла-Матанса-де-Асентехо. Загін кастильців у складі понад 2000 чоловік пройшов на північ острова через долину Таоро. Метою було перемогти гуанчі в центрі їх володінь. Гуанчі влаштували засідку на загарбників, які зазнали важкої поразки, втративши в битві 80 % свого загону. Після битви гуанчі зруйнували фортецю, побудовану кастильцями. Алонсо Фернандесу де Луго вдалося втекти на Гран-Канарію, де він зібрав нову, з краще підготовлену армію та більші фінансові ресурси, які надали генуезькі купці та кастильська знать.
Алонсо Фернандес де Луго попросив і отримав велику додаткову допомогу та постачання від сусіднього територіального лорда Інеса Пераси на загальну суму 600 000 мараведі і повернувся на Тенерифе з краще підготовленою та озброєною армією. Відбудувавши фортецю в Аньясо, він просувався до рівнин Агере (Сан-Кристобаль-де-ла-Лагуна), де в листопаді переміг Бенкомо в битві при Агере, оскільки ватажок гуанчів допустив помилку, вступивши в бій з кастильцями на відкритій місцевості. Використання кавалерії та наданого Фернандо Гуанартеме підкріплення стало вирішальним фактором перемоги кастильців. Гуанчі втратили 1700 чоловік, включаючи Бенкомо та його брата (або, можливо, зведеного брата) Тінгуаро. Вважається, що перед битвою гуанчів вразила епідемія, знана як «велика сонливість» (ісп. gran modorra), яка призвела до загибелі частини населення острова і до ослаблення та хвороб серед тих, хто її пережив. Однак масштаб епідемії та її вплив на результат битви різними істориками оцінюються неоднозначно.
У грудні 1495 року, після тривалого періоду партизанської війни, пограбування та втоми від війни, кастильці знову просунулися всередину в напрямку Таоро, цього разу з півночі. Кілька тисяч гуанчів чекали на них у яру неподалік від сучасного муніципалітету Ла-Вікторія-де-Асентехо, неподалік від місця Першої битви при Асентехо. Перемога кастильців у Другій битві при Асентехо призвела до краху опору аборигенів і відкриття для іспанців доступу до долини Таоро. Битва ознаменувала завоювання острова Тенерифе і завершення завоювання Канарських островів.